# Kostel svatého Kříže (Jistebná)
Kostel svatého Kříže (polsky Kościół Świętego Krzyża nebo Kościół pw. Podwyższenia Krzyża Świętego) je historický římskokatolický dřevěný farní kostel v obci Jistebná (Istebna), gmina Jistebná, okres Těšín, Slezské vojvodství. Kostel stojí v blízkosti osady Kubalonka. Je farním kostelem farnosti Svatého Kříže v Kubalonce děkanátu Jistebná diecéze bílsko-żywieckáé.
Dřevěný kostel je zapsán v seznamu kulturních památek slezského vojvodství pod číslem 156/60 (R/555/59) z 27. února 1960 a A-265/78 z 25. ledna 1978 a je součástí Stezky dřevěné architektury v Slezském vojvodství (Szlak Architektury Drewnianej Województwa Śląskiego).

## Historie
Kostel svatého Kříže byl postaven v roce 1779 v Przyszowicích u Gliwic, kde sloužil jako hřbitovní kostel, a v letech 1957–1958 byl přenesen do Kubalonky. Do roku 1967 se zde nacházelo muzeum sakrálního umění Horního Slezska. V roce 1983 se stal farním kostelem a byly v něm obnoveny mše svaté.

## Architektura
Kostel je neorientovaná jednolodní dřevěná roubená stavba zakončena trojbokým kněžištěm s boční sakristií. Vstup je v průčelí krytý pultovou střechou. Střecha je dvouhřebenová sedlová krytá šindelem s malou věžičkou (sanktusník) zakončenou cibulovou bání s lucernou. Kolem kostela jsou kryté soboty. Okna jsou prolomena jen na jihovýchodní straně kostela.

## Interiér
Interiér kostela má barokní vybavení z 17. a 18. století. Strop lodi a kněžiště je plochý. Vítězným obloukem prochází sponový trám na němž je umístěn krucifix. Kruchta je podepřena čtyřmi sloupy s předsunutou střední částí. Z původního kostela se zachovaly ambon, hlavní barokní oltář, lavice a dvě vyřezávané sochy na sponovém trámu. Hlavní oltář z roku 1779 s obrazem Ukřižování a sochami Boha Otce a Dvě Nevěsty a je doplněn barokovými putti. V kostele nejsou boční oltáře. Raně barokní ambon z roku 1697 je zdoben vyřezávanými plastikami čtyř evangelistů. Lavice pocházejí z 17. století. Vnitřek doplňují řezbářská díla pocházejících z jiných kostelů.

## Okolí
V Jistebné se nacházejí další sakrální stavby. V osadě Mlaskawka je kostel svatého Jozefa z roku 1947, v osadě Stecówka je kostel Panny Marie z Fátimy z let 1857–1859 a v osadě Andziołówce votivní kaple rodiny Konarzewských z roku 1922.

## Galerie

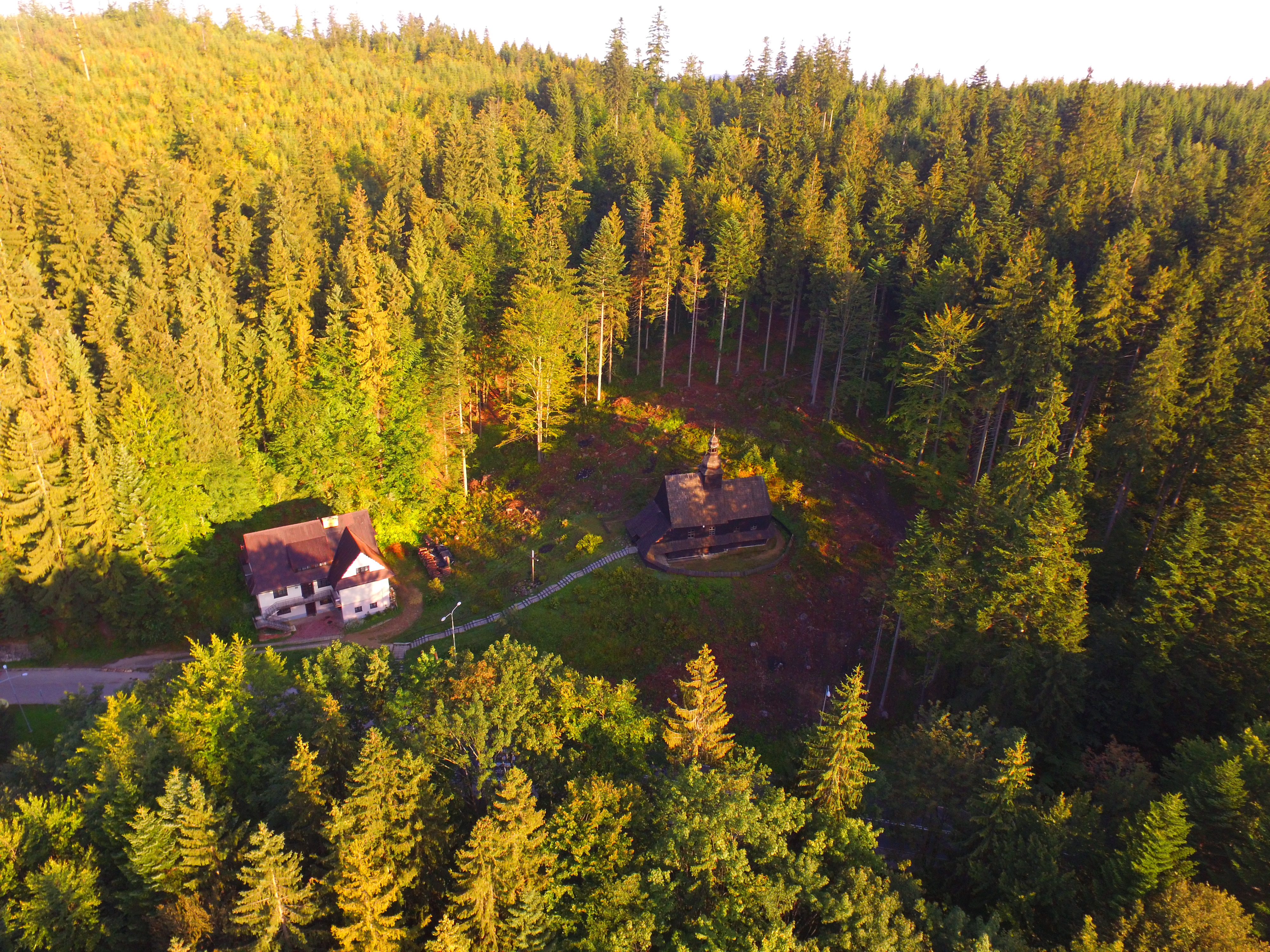
Ptačí pohled
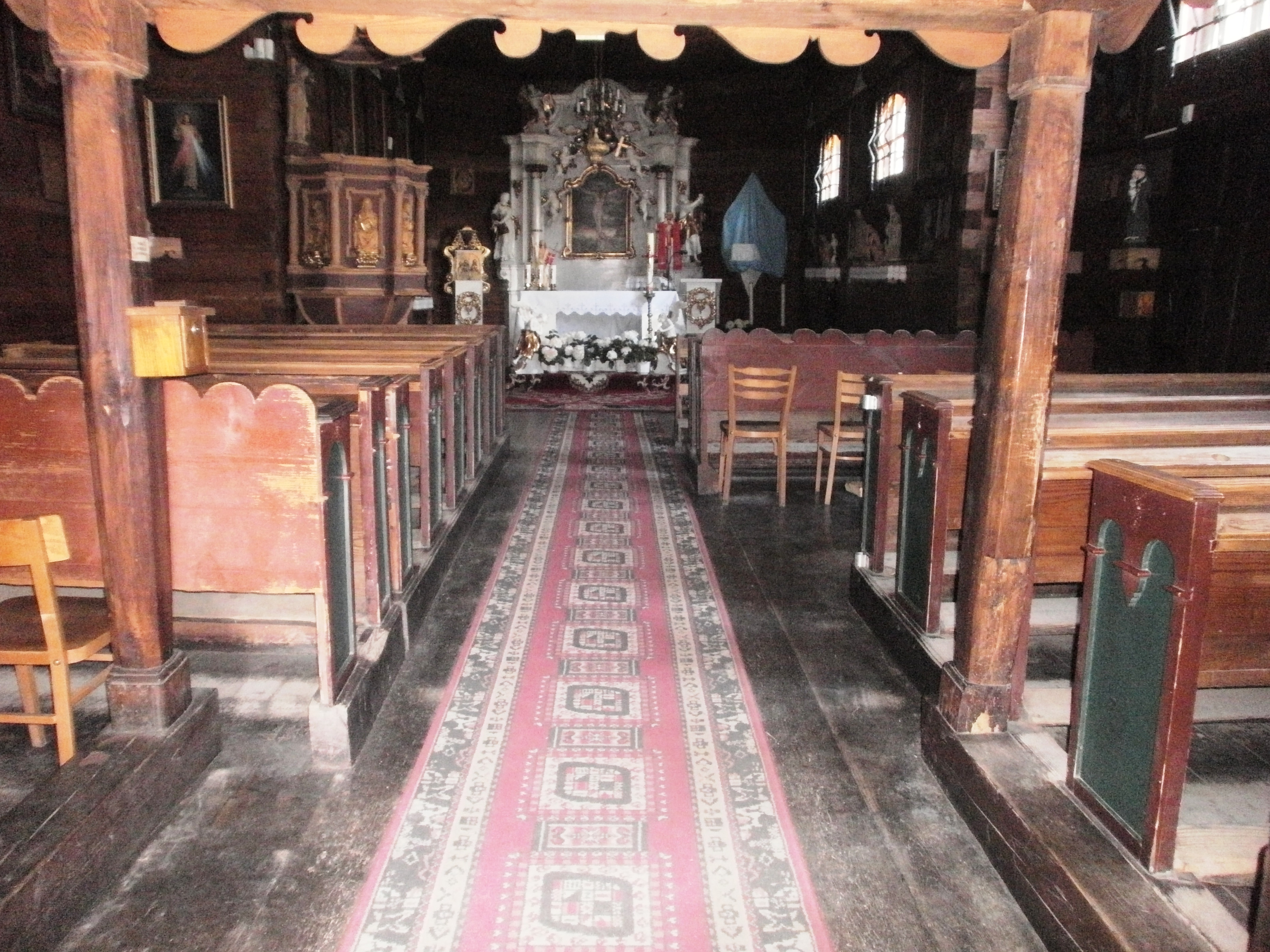
Loď a hlavní oltář
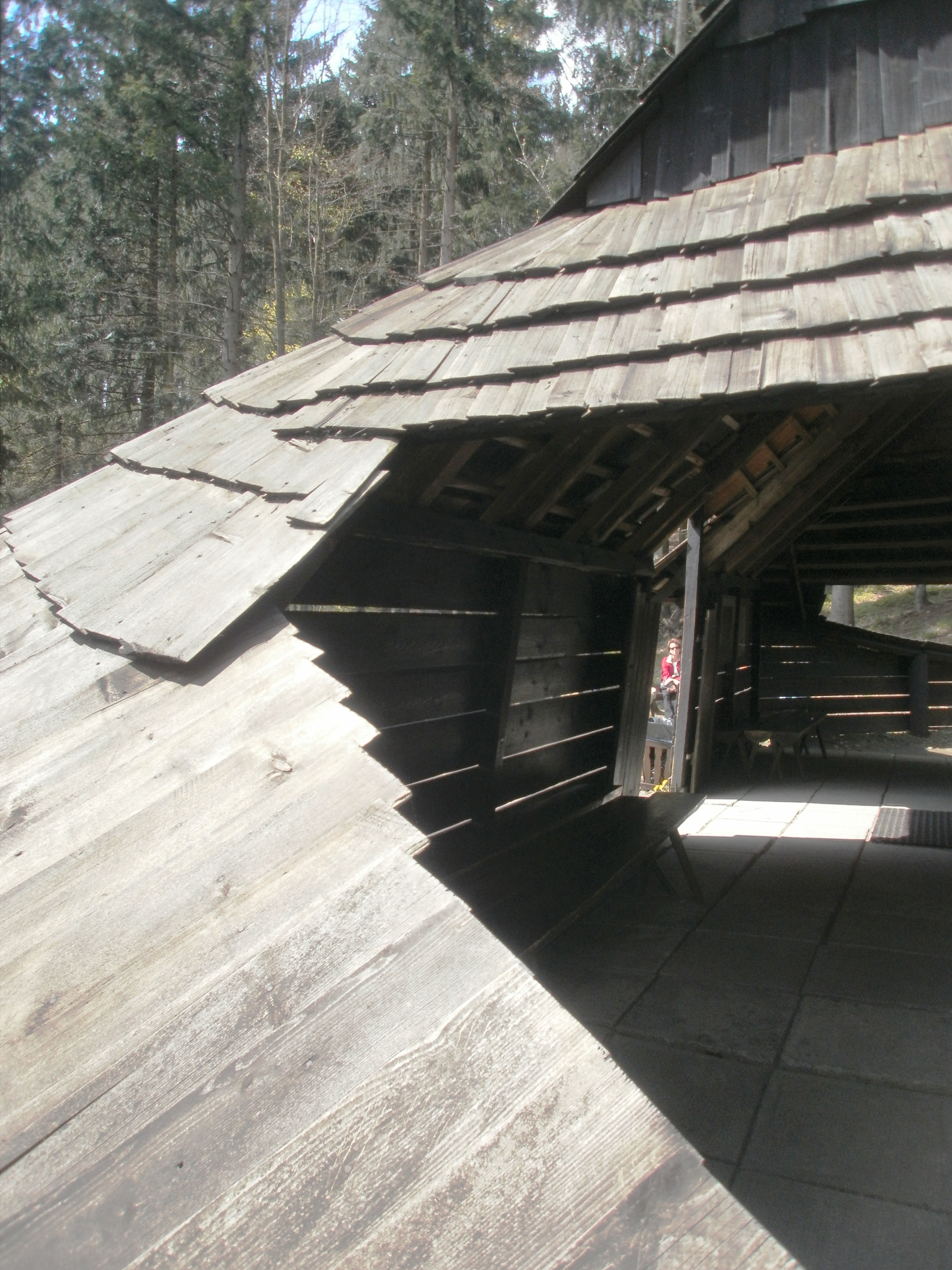
Krytá sobota
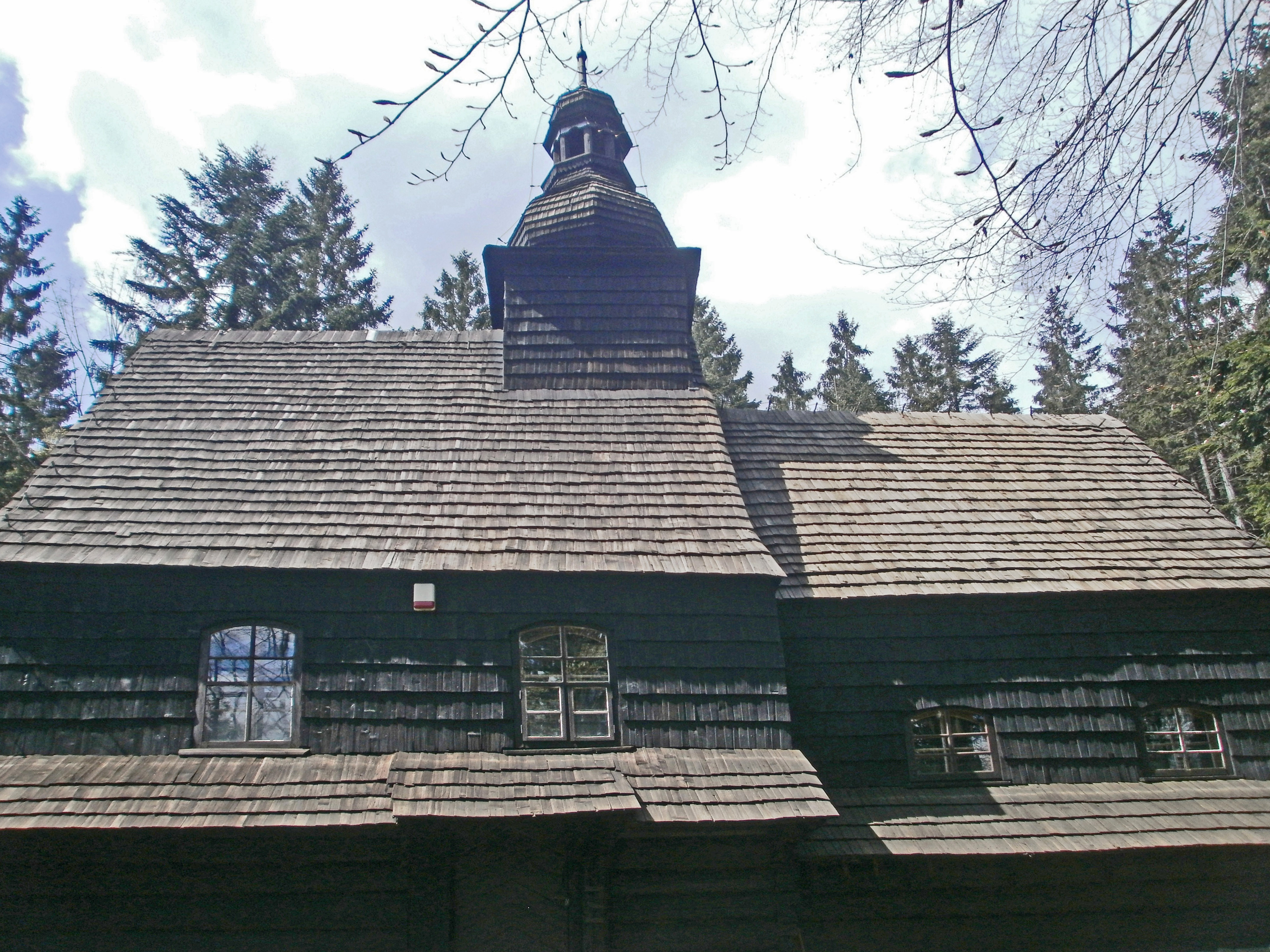
Pohled na jihovýchodní stranu kostela s okny